# Бузолич, Натаниэль
Натаниэль Бузолич (англ. Nathaniel Buzolic; род. 4 августа 1983 года; Сидней, Австралия) — австралийский актёр и телеведущий. Широкую известность получил благодаря роли Кола Майклсона в телесериале «Дневники вампира».
Фамилия Бузо́лич — хорватская, и он сам произносит свою фамилию именно так. Однако часто его фамилию произносят и пишут иначе: Бузолик.

## Биография
Предки Натаниэля приехали в Австралию из Европы, недаром он носит хорватскую фамилию. Бабушка покинула страну во времена Второй мировой войны, бежала в Египет и уже оттуда перебралась на Зелёный континент.
Актёр родился в 1983 году в Сиднее и жил с матерью Миленой, которую называет самым дорогим и светлым человеком. Отец оставил семью, и женщине пришлось в одиночку воспитывать двоих сыновей. Бузолич с нежностью вспоминает детские годы и дом, где он рос, помогая маме вести хозяйство.
В школе парень увлекался баскетболом, был капитаном команды и даже планировал связать карьеру со спортом, но получил серьёзную травму, и об амбициях профессионального баскетболиста пришлось забыть. В процессе реабилитации юноша решил попробовать себя в театре и неожиданно втянулся.
Первый раз, когда Натаниэль смог рассмешить зрителей, он вспоминает как момент волшебства. Вдохновленный новым увлечением, артист без проблем прошёл конкурс в Австралийский театр юных актёров, который стал для него площадкой в мир телевидения.
В 18 лет парень получил первую роль в кино и тогда же стал работать телеведущим развлекательной передачи “Монетный двор” на коммерческом австралийском канале. Чтобы повысить уровень профессионального мастерства, молодой человек 3 года отучился в Школе кино и телевидения.
После нападения террористов ХАМАСа на израильтян и начала войны 7 октября 2023 года актер временно перебрался в Израиль. Он ездит по стране, встречается с семьями пострадавших, проводит объяснительную работу, ежедневно публикуя посты и видеоролики в защиту Израиля, рассказывая в том числе о погибших и захваченных в заложники ХАМАСом.

## Карьера
С 1998 по 2001 год Натаниэль Бузолич учился актёрскому мастерству при Австралийском театре юных актёров (англ. Australian Theatre for Young People; ATYP) в Сиднее. По совету своего школьного учителя драмы Натаниэль отправился на прослушивание в ATYP и выиграл стипендию, с этого и началась его профессиональная карьера, а жизнь стала чередой актёрских перевоплощений, прослушиваний и репетиций. Трудолюбие и тяга к творчеству очень скоро привели юношу на телевидение. В 1998 году Натаниэль впервые принял участие в съёмках. Это было в детском шоу студии Disney. В 2000 году был танцором в школьных постановках при церемониях открытия и закрытия Сиднейских Олимпийских игр.
В 2001 году получил свою первую настоящую роль в кино, сыграв небольшую роль в фильме «Водяные крысы». С 2001 по 2004 год учился в Школе кино и телевидения Screenwise. Попробовал себя в качестве телеведущего собственного вечернего игрового шоу «Монетный двор» на телеканале Nine Network. Он также был соавтором популярной образовательной программы «Weather Ed» на австралийском канале погоды.
Но по-настоящему прославился актёр благодаря своей роли Пола О’Доннера в популярной мыльной опере Как гром среди ясного неба (англ. Out of the Blue; 2008) канала BBC. Телезрителям России и СНГ Натаниэль Бузолич почти не знаком, но в родной Австралии дела обстоят иначе.
Он также известен своими ролями в сериалах: «Все святые» (1988—2009), «Дневники вампира», «Домой и в путь» (1988), «Адвокаты» (2011), «Игла» (2010).
Его первая главная роль была в фильме «Взморье Дэвида (англ. Offing David; 2008)». Ранее у него были второстепенные роли в «My Greatest Day Ever» (2007) и «Road Rage» (2007). В настоящее время актёрская игра и шоу занимают основное внимание Бузолича. В 2014 получил роль в сериале «Сверхъестественное: Кровные линии» (спин-офф сериала «Сверхъестественное»), но канал The CW решил отказаться от сериала и проект был закрыт.

## Фильмография
| Год       |     | Русское название               | Оригинальное название | Роль             |
| --------- | --- | ------------------------------ | --------------------- | ---------------- |
| 1998—2009 | с   | Все святые                     | All Saints            | Деймон Ллойд     |
| 2007      | кор | Ярость на дороге               | Road Rage             | молодой водитель |
| 2007      | кор | My Greatest Day Ever           | My Greatest Day Ever  | тренер           |
| 2008      | ф   | Offing David                   | Offing David          | Дэвид            |
| 2008      | с   | Как гром среди ясного неба     | Out of the Blue       | Пол О'Доннелл    |
| 2009      | кор | Multiple Choice                | Multiple Choice       | Томми            |
| 2010      | с   | Полицейские: Локальная команда | Cops L.A.C.           | Джахрайд         |
| 2010      | ф   | Игла                           | Needle                | Райан            |
| 2011      | с   | Адвокаты                       | Crownies              | Джесси Мейджор   |
| 2012—2014 | с   | Дневники вампира               | The Vampire Diaries   | Кол Майклсон     |
| 2013—2018 | с   | Первородные                    | The Originals         | Кол Майклсон     |
| 2014—2015 | с   | Милые обманщицы                | Pretty Little Liars   | Дин Ставрос      |
| 2014      | с   | Сверхъестественное             | Supernatural          | Дэвид Лэсситер   |
| 2015      | с   | Важная мама                    | Significant Mother    | Джимми Барнес    |
| 2015      | с   | Кости                          | Bones                 | Хантер Эллис     |
| 2016      | ф   | По соображениям совести        | Hacksaw Ridge         | Гарольд Досс     |
| 2020      | ф   | Глубокое синее море 3          | Deep Blue Sea 3       | Ричард Лоуэлл    |
| 2022      | с   | Наследие                       | Legacies              | Кол Майклсон     |